# خوسيه غيلبرتو لوبيز
خوسيه غيلبرتو لوبيز (بالإسبانية: José Gilberto López)‏ هو لاعب كرة قدم مكسيكي، ولد في 10 أكتوبر 1994.

## روابط خارجية
- خوسيه غيلبرتو لوبيز على موقع Soccerway.com (الإنجليزية)